# De vakantie van Hegel
De vakantie van Hegel (Les vacances de Hegel) is een schilderij uit 1958 van de Belgische surrealistische schilder René Magritte. Het werk is in particulier bezit.
Het schilderij toont, tegen een effen rode achtergrond, een vrij in de ruimte zwevende geopende zwarte paraplu waarbovenop, op de plek waar zich normaal de punt van de paraplu bevindt, een voor driekwart met water gevuld glas is afgebeeld. De twee objecten vormen een contrast: het ene dient om water op te vangen en vast te houden, het andere om tegen water te beschermen en het af te stoten.
Magritte zelf zei dat het werk het resultaat was van een 'beeldexperiment', bedoeld om de beste manier te vinden om een glas water te schilderen.
Het is een van de weinige werken waarvan de schilder de ontstaansgeschiedenis uitgebreid beschreef in een brief aan de bevriende Amerikaanse schilderes en kunstcritica Suzi Gablik (1934). In de brief beschrijft Magritte hoe hij talloze pogingen ondernam om een glas water perfect af te beelden. Tijdens dit herhaalde proces drong zich steeds een lijn aan hem op, die aan de vorm van een paraplu deed denken. Vervolgens tekende hij de paraplu in het glas water en uiteindelijk ontstond hieruit het huidige schilderij. Daarbij bedacht hij dat het beeld van de twee tegengestelde functies de filosoof Hegel wel zou hebben aangesproken en geamuseerd, alsof hij op vakantie was. Op die manier kwam het schilderij aan zijn titel.